# فرانك إلدرسون
فرانك إلدرسون (بالهولندية: Frank Elderson) من مواليد 18 مايو 1970 في أترخت هو محام هولندي يشغل منصب عضو في المجلس التنفيذي للبنك المركزي الأوروبي منذ عام 2020. قبل انضمامه إلى البنك المركزي الأوروبي، عمل إلدرسون كمدير تنفيذي للإشراف في البنك المركزي الهوندي منذ 1 يوليو 2011، وكان بحكم منصبه عضواً في مجلس الإشراف على البنك المركزي الأوروبي. لعب إلدرسون دورًا رئيسيًا في إنشاء شبكة تخضير النظام المالي ‏ التي يرأسها حاليًا.